# Hitachi Data Systems
 (avril 2021).
Si vous disposez d'ouvrages ou d'articles de référence ou si vous connaissez des sites web de qualité traitant du thème abordé ici, merci de compléter l'article en donnant les références utiles à sa vérifiabilité et en les liant à la section « Notes et références ».
Pour les articles homonymes, voir HDS.
Hitachi Data Systems (abrégé HDS) est une division opérationnelle appartenant au groupe japonais Hitachi à 100 %.
Avec une présence à travers le monde, Hitachi Data Systems a des activités dans plus de 100 pays et régions. Hitachi Data Systems fournit des services et solutions informatiques, avec une dominante pour les environnements de stockage tels que AMS, USP, VSP ou HCP.